# Le Séducteur (film, 1925)
Pour les articles homonymes, voir Le Séducteur.

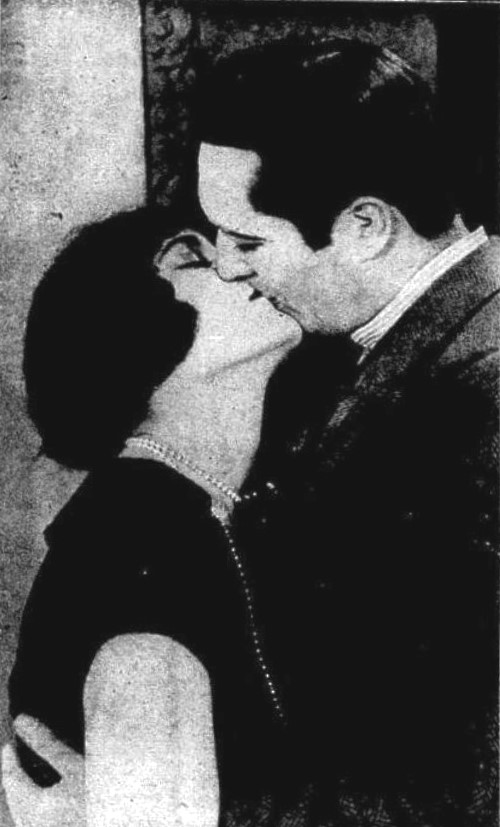
Edmund Lowe et Claire Adams dans une scène du film.

Le Séducteur (The Kiss Barrier) est un film américain réalisé par Roy William Neill, sorti en 1925.

## Synopsis
Pendant la première Guerre mondiale, Richard March, un aviateur, est abattu au-dessus de la France. Il n'est que légèrement blessé dans l'accident et vole un baiser à Marion Weston, l'infirmière de la Croix-Rouge dont l'ambulance vient à son secours. Après la guerre, Richard reprend sa vie professionnelle d'acteur et rencontre par hasard Marion lors d'une soirée. Malgré ses réticences il la séduit. Elle se rend compte plus tard qu'il a une liaison avec une autre femme.

## Fiche technique
- Réalisation : Roy William Neill
- Scénario : Eugenie Magnus Ingleton
- Production : Fox Film Corporation
- Durée : 60 minutes (6 bobines)[1]
- Date de sortie : 31 mai 1925

## Distribution

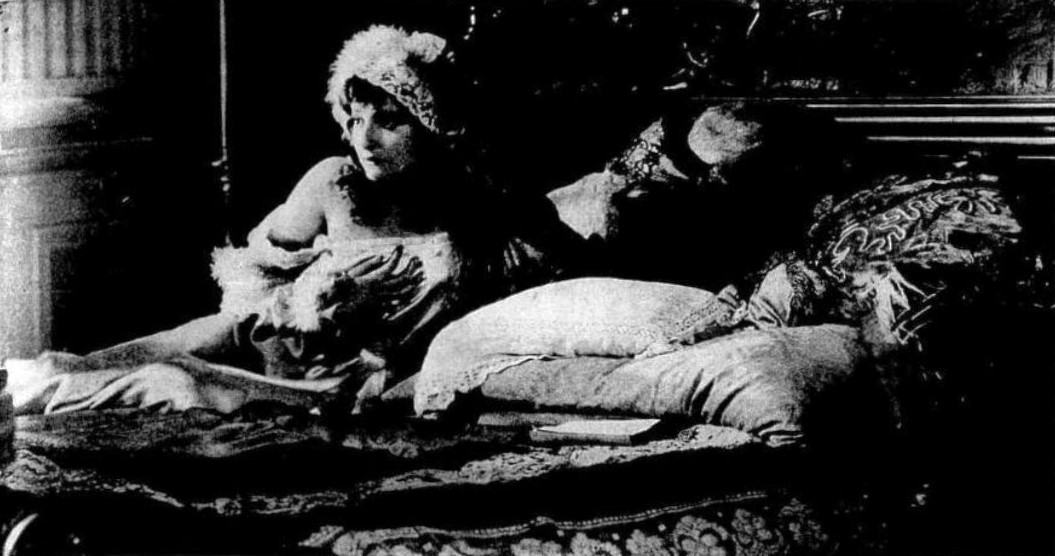
Diana Miller dans une scène du film

- Edmund Lowe : Richard March
- Claire Adams : Marion Weston
- Diana Miller : Suzette
- Marion Harlan : Connie Hale
- Thomas R. Mills : O'Hara
- Charles Clary : Col. Hale
- Grace Cunard : Widow
- Virginia Madison : Mrs. Hale